# 잔드보르트 서킷
CM.com 후원 이유로 알려진 잔드부르트 서킷은 2017년까지 서킷파크 잔드부르트라고 불렸으며, 네덜란드 잔드부르트 북쪽 사구에 위치한 4.259km(2.646mi)의 모터스포츠 경주장으로 북해 해안선 인근과 암스테르담 서쪽 35km(22mi)에 위치해 있다. 부활한 네덜란드 그랑프리가 열리는 곳으로 2021년 포뮬러원 달력으로 돌아왔다.